# 大結局 (汪達幻視)
〈大結局〉（英語：The Series Finale）是美國超級英雄類型的迷你網路影集《汪達幻視》的第九集，本集由潔克·薛佛編劇，麥特·夏克曼執導，於2021年3月5日在Disney+首播。本集为漫威電影宇宙的系列作品之一，與漫威電影宇宙系列電影處於同一架空世界和共同世界。伊莉莎白·歐森和保羅·貝特尼繼續分別飾演在漫威電影宇宙系列電影中的角色「緋紅女巫」汪達·麥西莫夫和幻視，主演還包括黛布拉·喬·拉普、泰娜·帕麗斯、伊凡·彼得斯、藍道爾·朴、凱特·丹寧絲和凱薩琳·哈恩。本集講述汪達和幻視為保衛西景鎮，分別對戰女巫阿嘉莎·哈克尼斯和天劍局派遣的「白幻視」。

## 劇情
阿嘉莎·哈克尼斯企圖獲得汪達·麥西莫夫的混沌魔法，并在战斗中吸收着汪達的法力。天劍局代理局長泰勒·海沃德派遣「白幻視」進入西景鎮，試圖殺死汪達。由汪達所創造的幻視趕回救援，與白幻視纏鬥在一處。阿嘉莎施展魔法使小鎮的全部居民擺脫汪達的精神控制。恢復真實意志的镇民围住汪達請求放过他們，但汪達一度崩溃将他们制服。最后汪達恢复意识，使用魔法不斷在能量場邊界上撕開缺口让他们离开小镇，海沃德则帶著大批天劍局特工趁此機會進入。汪達見到幻視和雙胞胎兒子湯米和比利的身體在能量場的影响下開始分裂，將缺口重新關閉。
莫妮卡·藍博则被「皮特洛」软禁，發現「皮特洛」的真實身份是小鎮的居民華夫·勃南。莫妮卡摘掉勃南脖子上佩戴的魔法項鏈，將他從阿嘉莎的咒語中解救出來。莫妮卡為救湯米和比利，用身體擋住海沃德發射的子彈。子彈穿過她的身體之後落地，獲得超能力的莫妮卡並未受傷。海沃德企圖駕車逃走，被黛絲·路易斯攔下。汪達創造的幻視幫助白幻視恢復記憶，白幻視飛身離開。汪達使用咒語封印住阿嘉莎的法力並奪走它，成為了「緋紅女巫」。汪達將阿嘉莎困在小鎮裡，同時對她使用心靈控制，把她变成一名普通居民「艾格妮絲」。在能量場完全消失之前，汪達與雙胞胎兒子和幻視告別，此後她在镇民不满的注视中飛離小鎮。
在片尾彩蛋中，海沃德被逮捕。一名史克魯爾人裝扮成聯邦探員前來通知莫妮卡，她的母親瑪莉亞·藍博的朋友希望能夠與她會面。汪達則一直隱居於一座深山的木屋中，一天以「星靈型態」參照阿嘉莎的《黑暗神書》修習魔法，途中聽到雙胞胎兒子的呼救聲。

## 製作

### 開發
2018年10月，漫威影業確定開發以漫威電影宇宙系列電影中的角色「緋紅女巫」汪達·麥西莫夫和幻視為主角的迷你網路影集，伊莉莎白·歐森和保羅·貝特尼回歸分別領銜出演汪達和幻視。2019年8月，麥特·夏克曼確認執導《汪達幻視》。夏克曼、首席編劇潔克·薛佛、凱文·費吉與漫威影業的路易斯·德·埃斯波西托（Louis D'Esposito）以及維多莉亞·阿隆索共同擔當執行製片人:50。本集由潔克·薛佛編劇。

### 劇本
首席編劇潔克·薛佛稱，影集除了向過去的電視節目致敬之外，還將「嘗試開拓新領域」。

### 選角
本集的主要角色包括伊莉莎白·歐森飾演的「緋紅女巫」汪達·麥西莫夫、保羅·貝特尼飾演的幻視、黛布拉·喬·拉普飾演的莎朗·戴維斯（Sharon Davis）、泰娜·帕麗斯飾演的莫妮卡·藍博、伊凡·彼得斯飾演的華夫·勃南、藍道爾·朴飾演的吉米·吳、凱特·丹寧絲飾演的黛絲·路易斯和凱薩琳·哈恩飾演的阿嘉莎·哈克尼斯:41:21–41:38。
汪達和幻視的雙胞胎兒子出現於本集之中，朱利安·希利亞德（Julian Hilliard）和傑特·克萊恩（Jett Klyne）分別飾演比利（Billy）和湯米:43:51。喬許·斯塔姆博格飾演天劍局代理局長泰勒·海沃德。阿西夫·阿里（Asif Ali）飾演阿比拉舒·譚頓（Abilash Tandon）。艾瑪·考爾菲德飾演莎拉·哥達（Sarah Proctor）。茱蓮妮·普迪飾演伊莎貝爾·馬蘇德（Isabel Matsueda）。大衛·佩頓（David Payton）飾演約翰·柯林斯（John Collins）。大衛·倫格爾（David Lengel）飾演哈羅·哥達（Harold Proctor）。阿莫斯·格里克（Amos Glick）飾演披薩送餐員。莎麗娜·安杜茲（Selena Anduze）飾演羅德里格斯特工（Agent Rodriguez）。凱特·富比士（Kate Forbes）飾演伊凡諾拉·哈克尼斯（Evanora Harkness）。洛莉·李維斯頓（Lori Livingston）飾演史克魯爾人特工:43:51。

### 拍攝
本集在佐治亞州亞特蘭大的松林製片廠拍攝，麥特·夏克曼擔當導演，傑斯·霍爾擔當攝影指導。製作組還在亞特蘭大都會區取景拍攝。因應2019冠狀病毒病疫情，劇組在洛杉磯重啟補拍作業:50。

## 音樂
克里斯托弗·貝克為影集作曲，勞勃·羅培茲和克莉絲汀·安德森-羅培茲為影集創作主題曲。本集音樂原聲帶於2021年3月12日由漫威音樂和好萊塢唱片聯合發行，其中的曲風借鑒了麥可·吉亞奇諾為2016年電影《奇異博士》創作的主題曲。
| 曲序     | 曲目     | 时长  |
| -------- | -------- | ----- |
| 1.       |          | 1:58  |
| 2.       |          | 3:26  |
| 3.       |          | 2:38  |
| 4.       |          | 3:07  |
| 5.       |          | 1:53  |
| 6.       |          | 2:12  |
| 7.       |          | 3:22  |
| 8.       |          | 3:43  |
| 9.       |          | 1:49  |
| 10.      |          | 2:41  |
| 11.      |          | 5:12  |
| 12.      |          | 2:44  |
| 13.      |          | 1:21  |
| 总时长： | 总时长： | 36:06 |

## 發行
〈大結局〉於2021年3月5日在Disney+首播。

## 迴響
〈大結局〉得到整體好評。根据評論匯總网站爛番茄汇总的33篇评论文章，88%的评论家给予该作正面评价，平均打分为7.7分（满分10分）。

## 備註
1. ↑  後續劇情參見2023年電影《Marvel隊長2》。
2. ↑  後續劇情參見2022年電影《奇異博士2：失控多重宇宙》[1]。

## 資料來源
1. ↑  Ortiz, Andi. . TheWrap. 2021-03-05  [2021-03-05]. （原始内容存档于2021-03-05） （美国英语）.
2. ↑  Kroll, Justin. . Variety. 2018-09-18  [2018-09-18]. （原始内容存档于2018-09-19） （美国英语）.
3. ↑  Sciretta, Peter. . /Film. 2018-10-30  [2018-11-01]. （原始内容存档于2018-10-31） （美国英语）.
4. 1 2  Fischer, Jacob. . Discussing Film. 2019-08-21  [2019-08-24]. （原始内容存档于2019-08-24） （美国英语）.
5. ↑  Reinstein, Mara. . Emmy. 2020-12-16  [2020-12-19]. （原始内容存档于2020-12-20） （美国英语）.
6. ↑  Kit, Borys. . The Hollywood Reporter. 2019-01-09  [2019-01-10]. （原始内容存档于2019-01-10） （美国英语）.
7. ↑  Dinh, Christine. . Marvel.com. 2019-11-13  [2019-11-14]. （原始内容存档于2019-11-14） （美国英语）.
8. 1 2  Reinstein, Mara. . Emmy. Vol. XLII no. 12. 2020: 42–50  [2021-03-05]. （原始内容存档于2020-12-20） （美国英语）.
9. ↑  Sepinwall, Alan. . Rolling Stone. 2021-03-05  [2021-03-05]. （原始内容存档于2021-03-05） （美国英语）.
10. ↑  Coggan, Devan. . Entertainment Weekly. 2020-11-10  [2020-11-10]. （原始内容存档于2020-11-10） （美国英语）.
11. 1 2  Robinson, Stephen. . The A.V. Club. 2021-03-05  [2021-03-05]. （原始内容存档于2021-03-05） （美国英语）.
12. 1 2 3  Schaeffer, Jac. . . 第1季. 第9集. 2021-03-05  [2021-03-08]. Disney+. （原始内容存档于2021-03-05） （美国英语）.片尾演職員表於40:02開始。
13. ↑  Robinson, Joanna. . Vanity Fair. 2021-03-05  [2021-03-05]. （原始内容存档于2021-03-06） （美国英语）.
14. ↑  Barnhardt, Adam. . ComicBook.com. 2019-09-09  [2019-10-21]. （原始内容存档于2019-09-20） （美国英语）.
15. ↑  Radish, Christina. . Collider. 2020-11-25  [2020-12-12]. （原始内容存档于2020-12-07） （美国英语）.
16. ↑  Walljasper, Matt. . Atlanta. 2019-12-30  [2020-04-03]. （原始内容存档于2020-03-02） （美国英语）.
17. ↑  Walljasper, Matt. . Atlanta. 2020-02-29  [2020-03-02]. （原始内容存档于2020-03-02） （美国英语）.
18. ↑  Davids, Brian. . The Hollywood Reporter. 2021-01-15  [2021-01-15]. （原始内容存档于2021-01-15） （美国英语）.
19. ↑  Workman, Robert. . SuperheroHype!. 2020-01-21  [2020-01-21]. （原始内容存档于2020-01-22） （美国英语）.
20. ↑  Taylor, Drew. . Collider. 2021-01-04  [2021-01-04]. （原始内容存档于2021-01-04） （美国英语）.
21. ↑  . Film Music Reporter. 2021-03-11  [2021-03-12]. （原始内容存档于2021-03-11） （美国英语）.
22. ↑  Mancuso, Vinnie. . Collider. 2021-03-07  [2021-03-12]. （原始内容存档于2021-03-07） （美国英语）.
23. ↑  Beck, Christophe [@CBeckOfficial].  (推文). 2021-03-12  [2021-03-12]. （原始内容存档于2021-03-12） –Twitter （美国英语）.
24. ↑  Kanter, Jake. . Deadline Hollywood. 2021-03-05  [2021-03-05]. （原始内容存档于2021-03-05） （美国英语）.
25. ↑  . Rotten Tomatoes. Fandango Media.   [2021-09-01].

## 外部連結
- 互联网电影数据库上大結局的资料（英文）